# Luis Laplace
Pour les articles homonymes, voir Laplace.
Luis Martorano Laplace est un architecte argentin qui a fondé le studio d’architecture Laplace avec son partenaire Christophe Comoy. Concepteur en chef du studio qui est basé à Paris, Luis est connu pour ses projets en collaboration avec la galerie d'art Hauser & Wirth, et a été sélectionné par Architectural Digest dans plusieurs listes AD100.

## Débuts et formation
Luis Laplace est né le 31 décembre 1969 à Buenos Aires, en Argentine, où il a poursuivi sa formation. Il a obtenu une licence et un master en architecture et urbanisme à l'Université de Belgrano en 1995.
Après avoir obtenu son diplôme, il a travaillé pour Selldorf Architects en Argentine et à Majorque, avant de rejoindre le siège de l'agence à New York entre 1999 et 2004.

## Carrière
Laplace a fondé son agence d'architecture éponyme en 2004 avec son associé et partenaire, Christophe Comoy, qui occupe le poste de PDG. Laplace est le créatif de l’agence,,. Le siège de l'agence est situé au coeur de la Nouvelle Athènes, place Saint-Georges, dans le 9e arrondissement de Paris, en France,,.
Il entretient une relation de longue date avec la galerie d'art Hauser & Wirth,. Il a travaillé dans leurs galeries à Somerset, Gstaad, St Moritz, Minorque et Paris. Le centre d'art sur l'Illa del Rei, à Minorque, a ouvert ses portes en juillet 2021 après un projet de conservation supervisé par Luis Laplace, réutilisant des bâtiments historiques existants. La galerie a reçu le prix de la meilleure initiative de responsabilité sociale décerné par le gouvernement des îles Baléares en septembre 2021, a été classée parmi les « œuvres merveilleuses de 2022 » par les rédacteurs internationaux d'Architectural Digest et nommée « meilleure destination artistique » dans les Wallpaper* Design Awards 2022. Son travail sur la galerie Hauser & Wirth à Paris, un hôtel particulier du XIXe siècle,, a remporté la catégorie restauration aux Wallpaper* Design Awards 2024. Il a également conçu la présentation d'une exposition d'œuvres du sculpteur basque Eduardo Chillida en 2024 au centre Hauser & Wirth de Minorque
Laplace compte également parmi ses clients entre autres Manuela et Iwan Wirth, Adriana Abascal, Mick Flick, Emmanuel Perrotin, Nicolas Berggruen, et Cindy Sherman. Il a notamment réalisé des projets résidentiels en France, en Suisse, aux États-Unis, en Espagne, à Hong Kong, au Mexique, au Pérou, en Corée du Sud et au Royaume-Uni,. Il a également travaillé en collaboration avec des artistes et designers, notamment Phyllida Barlow, qui a réalisé une peinture sur le plafond du pub The Audley à Mayfair, Londres,dans le cadre de sa rénovation; Martin Creed, qui a peint l'escalier de la galerie Hauser & Wirth à Paris ; Rashid Johnson, qui a conçu un sol en mosaïque pour le restaurant Mount St. au sein de The Audley; Piet Oudolf, qui a imaginé les jardins de la galerie Hauser & Wirth à Somerset et leur centre d’art à Minorque, et Anj Smith, qui a réalisé une peinture dans une tourelle du bâtiment The Audley. Laplace a collaboré avec La Fondation Guston pour la restauration de la fresque The Struggle Against Terrorism (La Lutte contre le terrorisme; 1934-1935) de Philip Guston.
En 2024, l’agence Laplace a participé à l’appel aux dons ‘Tous Mécènes!’ lancé par le musée du Louvre afin d’acquérir l’œuvre Le Panier de fraises de Jean-Siméon Chardin.
Laplace figure dans de nombreuses listes AD100 d'Architectural Digest, qui reconnaît les designers d'intérieur et architectes les plus influents dans le monde, en 2017, 2018, 2019, 2020, 2021, 2023, 2024 et 2025.

## Vie privée
Laplace et Comoy vivent dans un appartement situé dans un immeuble proche de leur agence d'architecture. Ils possédaient également une maison, Santa Magdalena, sur l'Illa del Rei,, et une propriété dans le sud-ouest de la France.